# 傑奧似弱棘魚
傑奧似弱棘魚，為輻鰭魚綱刺尾鯛目弱棘魚科似弱棘魚屬的其中一種，分布於西印度洋的紅海海域，棲息深度80-116公尺，為底棲性魚類，屬肉食性，生活習性不明。

## 擴展閱讀
維基物種上的相關：傑奧似弱棘魚